# Måns Forsfjäll
Måns Forsfjäll, född 30 juli 2002 i Skellefteå, är en svensk professionell ishockeyspelare som spelar för Skellefteå AIK i SHL.
Han är äldre bror till ishockeyspelaren Zeb Forsfjäll.

## Klubbar
- Skellefteå AIK J20, J20 Superelit (2018/2019 - )
- Piteå HC, Hockeyettan (2020/2021) (lån)
- Skellefteå AIK, SHL (2020/2021 - )